# Irene Kantakouzene
Irene Kantakouzene, född 1400, död 1457, var en despotinna av Serbien, gift med Serbiens despot Đurađ Branković (regent 1427-1456).  I serbisk folklore är hon känd som grundaren av många fort.